# White Walls
White Walls è un brano musicale del duo statunitense, rispettivamente rapper e produttore discografico, Macklemore & Ryan Lewis. È il quinto e ultimo estratto del loro primo album in studio The Heist. Vi è la partecipazione del cantante Hollis nel ritornello e del rapper ScHoolboy Q per un verso. Pubblicata l'8 ottobre 2013 debutta alla posizione 100, per poi raggiungere la 15, nella Billboard Hot 100 vendendo oltre 1 000 000 copie.

## Video musicale
Il video musicale, diretto dagli stessi Macklemore & Ryan Lewis con Jason Koenig, è pubblicato il 9 settembre 2013. Il video vede camei di diversi rapper tra i quali ASAP Rocky, Trinidad James, Wiz Khalifa, Big BoiSeir Mix-a-Lot o anche di DJ Drama.

## Promozione
La canzone era piazzata al primo posto nella Bubbling Under R&B/Hip-Hop Singles prima della sua pubblicazione come singolo. Per promuovere il brano inoltre Macklemore & Ryan Lewis, ScHoolboy Q e Hollis si esibiscono a The Tonight Show with Jay Leno il 27 agosto 2013.